# Nina Stemme
Nina Maria Stemme (nascida Nina Maria Thöldte em 11 de Maio de 1963) é uma cantora soprano dramática de ópera suêca.
Stemme "é considerada por hoje os fãs de ópera como nossa maior soprano da era Wagener". Em 2010, Michael Kimmelman escreveu a um dos Stemme performances em Richard Wagner's ópera Die Valkyrie, "Como por Brünnhilde, Nina Stemme cantou gloriosamente. É difícil lembrar de alguém soando mais dominante ou à vontade da parte, e que inclui Kirsten Flagstad".

## Início da vida e educação
Nascido em Estocolmo, o jovem Stemme tocou piano e viola. Ela participou de Adolf Fredrik da Escola de Música (em sueco: Adolf Fredriks Musikklasser), um alto-perfil de canto e coro da escola, em Estocolmo. Durante um ano como estudante de intercâmbio em Langley High School em McLean, Virgínia, ela entrou para a escola de coro, cantou solos e ganhou prémios.
Paralelamente aos seus estudos de administração de empresas e economia na Universidade de Estocolmo, Stemme seguido um curso de dois anos em Estocolmo Operastudio. Sua estreia como Cherubino em Cortona, Itália, em 1989, fez Stemme decidir seguir uma profissional de carreira de cantor; seus estudos na University College de Ópera , em Estocolmo, foi concluída em 1994. Além de dois pequenos papéis no Royal Swedish Opera em Estocolmo, ela também cantou Rosalinde (Die Fledermaus), Mimì (La bohème), Eurídice de Gluck do Orfeo ed Eurídice, e a Diana (La fedeltà premiata por Haydn).
Ela cantou em dois cantando competições, Operalia, O Mundo Opera a Concorrência e Cardiff Cantora do Mundo. Como vencedor do Operalia , em 1993, Stemme foi convidado por Plácido Domingo, fundador da Operalia, para aparecer com ele em um concerto em La Bastille (1993); o mesmo show também teve lugar em 1 de janeiro de 1994, em Munique.

## Carreira

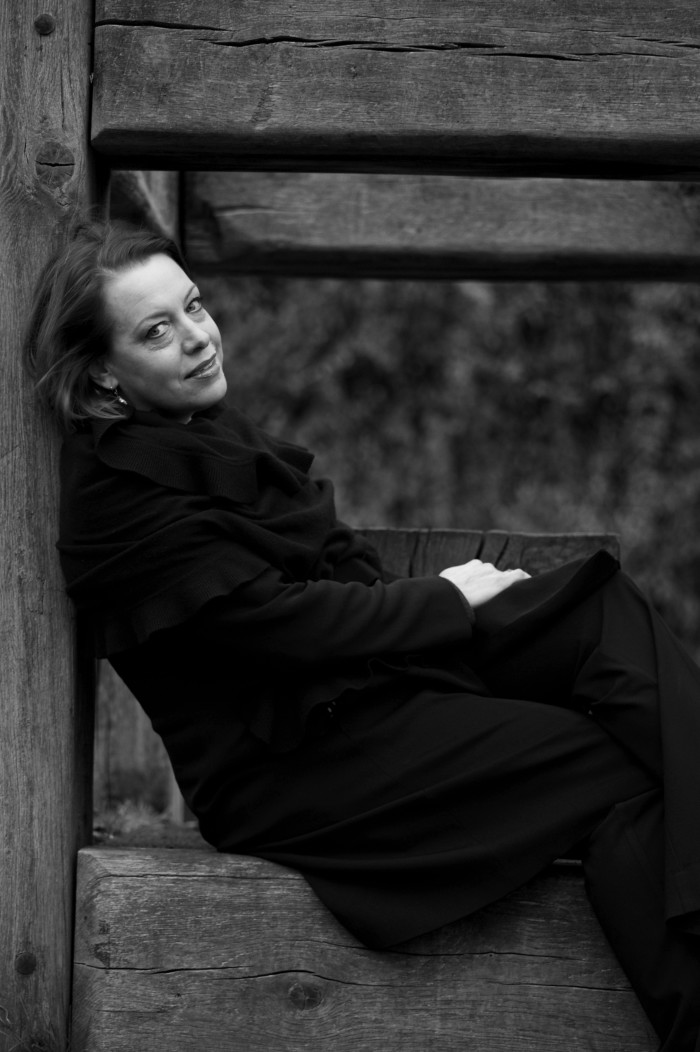
Nina Stemme, Notório, GöteborgsOperan, 2015. Fotógrafo - Neda Navaee

Seus papéis incluem Rosalinde, Mimì em La bohème, Cio-Cio San em Madama Butterfly,de Turandot, Tosca, Manon Lescaut, Suor Angelica, Eurídice, Katerina em Lady Macbeth de Mtsensk, a Condessa em Le nozze di Figaro, Marguerite, Agathe, Marie, Nyssia (König Kandaules), Jenůfa, Marschallin, Eva, Elisabeth, Elsa, Senta, Sieglinde, Elisabeth em Tannhäuser e Isolda. Este último trouxe elogios da crítica no Festival de Glyndebourne Opera em 2003, no disco para a EMI Classics, com Plácido Domingo, Antonio Pappano e o coro e orquestra da Royal Opera, em Covent Garden, lançado em 2005, e mais recentemente no Festival de Bayreuth, em 2005 e novamente em 2006. Em 2007 Stemme retornou na função de Isolda para o Festival de Glyndebourne Ópera, onde ela fez sua estreia no papel.
Em 2006, Stemme cantou Maria na estreia de Sven-David Sandström's Ordet – pt paixão, no dia 24 de Março, em Estocolmo. Ela também fez seu papel de estreia no papel-título de Aida em uma nova produção de Zurique, e a Ópera e gravou o seu primeiro álbum de Richard StraussQuatro Últimas Canções e cenas finais. No concerto de plataforma em 2006-07, ela apareceu em recital com Antonio Pappano (piano), em Barcelona, e Dresden, em concertos de Salomé em Estrasburgo e Paris, e em recital no Zurich Opera.
Em 2008, Stemme substituiu Deborah Voigt em que teria sido de o papel de estreia de Voigt como Brünnhilde na ópera Siegfried, parte de uma nova Ópera Estatal de Viena Anel ciclo realizado por Franz Welser-Möst. Stemme também cantou Brünnhilde na temporada de 2010 abertura no La Scala e na Ópera de são Francisco de 2011 Anel de ciclo.
Em 2015 Stemme está agendado para se apresentar no GöteborgsOperan em Gotemburgo, na Suécia, em uma nova ópera pelo compositor Hans Gefors com libreto Kerstin Perski e dirigido por Keith Warner. A ópera é baseada em Alfred Hitchcock thriller de espionagem Notório a partir de 1946. Outros membros do elenco incluem Katarina Karnéus, João Lundgren e Michael Weinius.
Em setembro e outubro de 2016, Stemme retorna para a função de Isolda, no Metropolitan Opera de nova produção de "Tristão e Isolda".
Em 2017, Stemme foi a soprano solista no "Last Night of the Proms.
Stemme realiza, em média, 40 vezes por ano em diferentes locais ao redor do mundo.

## Vida pessoal
Stemme vive em Estocolmo. Ela é casada com a designer de palco Bengt Gomér e tem três filhos.

## Prémios
- 1993: o vencedor Operalia, O Mundo Opera a Concorrência
- 2004: recebeu o Svenska Dagbladets Opera Prêmio (sueco: Svenska Dagbladets operapris)
- 2005: selecionado por um especialista alemão 50-membro do júri, através do Opernwelt revista como líder mundial feminino, uma cantora de ópera,[19]
- 2006: nomeado Membro da Royal Swedish Academy of Music[20]
- 2006: nomeado Hovsångerska por Carl XVI Gustaf da Suécia[21]
- Em 2008, recebeu a medalha Litteris et Artibus. por Carl XVI Gustaf da Suécia[22]
- 2010: recebeu o Laurence Olivier Award for Outstanding Achievement in Opera[23]
- 2010: recebeu o italiano prêmio Prêmio Abbiati.[24]
- 2012: marcada novamente por Opernwelt como "cantora do ano"[25]
- 2012: nomeado Austríaco Kammersängerin[26]
- 2012: o Gramophone Award para a melhor Ópera Registro foi concedido a DECCA's de gravação de Beethoven's Fidelio com Stemme desempenhando o papel de Leonore com a Orquestra do Festival de Lucerna , dirigido por Claudio Abbado[27]
- 2013: selecionado como líder mundial feminino, uma cantora de ópera, pelo Internacional de Ópera Prêmios[28]
- 2014: recebido o nono anual de Ópera Notícias Award", em homenagem a cinco fantásticos artistas que fizeram contribuições inestimáveis para a forma de arte: o diretor Patrice Chéreau, tenor Juan Diego Flórez, mezzo-soprano Christa Ludwig, baixo-barítono James Morris e da soprano Nina Stemme"[29]
- 2014: adjudicado Stockholms Stads Hederspris 2014 (Cidade de Estocolmo Honorário Prêmio de 2014)[30]
- 2016: concedido o título de Doutor Honoris causa de mestrado, Universidade de Lund, Suécia[31]
- 2016: Recebeu o sueco Jussi Björling Prêmio (sueco: Jussi Björlingstipendiet)[32]

## Repertório
O repertório de Stemme inclui:
| Ano (estreia)             | Compositor                           | Ópera                 | Papel(s)   | Local                 |
| ------------------------- | ------------------------------------ | --------------------- | ---------- | --------------------- |
| 2011                      | Ludwig van Beethoven                 | Fidelio               | Leonore    | Royal Opera House     |
| Alban Berg                | Wozzeck                              | Marie                 |            |                       |
| Christoph Willibald Gluck | Orfeo ed Euridice                    | Euridice              |            |                       |
| 2015                      | Hans Gefors                          | Notorious             | Alicia     | GöteborgsOperan       |
| Charles Gounod            | Faust                                | Marie                 |            |                       |
| Joseph Haydn              | La fedeltà premiata                  | Diana                 |            |                       |
| Leoš Janáček              | Jenůfa                               | Jenůfa                |            |                       |
| Bohuslav Martinů          | The Greek Passion                    | Katerina              |            |                       |
| Wolfgang Amadeus Mozart   | Le nozze di Figaro                   | Contessa              |            |                       |
| 1989                      | Wolfgang Amadeus Mozart              | Le nozze di Figaro    | Cherubino  | Cortona               |
| 2011                      | Giacomo Puccini                      | La fanciulla del West | Minnie     | Royal Opera Stockholm |
| Giacomo Puccini           | Madama Butterfly                     | Cio-Cio San           |            |                       |
| Giacomo Puccini           | Manon Lescaut                        | Manon                 |            |                       |
| Giacomo Puccini           | Suor Angelica                        | Angelica              |            |                       |
| Giacomo Puccini           | Tosca                                | Tosca                 |            |                       |
| 2013                      | Giacomo Puccini                      | Turandot              | Turandot   | Royal Opera Stockholm |
| Dmitri Shostakovich       | Lady Macbeth of the Mtsensk District | Katerina Ismailowa    |            |                       |
| Johann Strauss II         | Die Fledermaus                       | Rosalinde             |            |                       |
| 2006                      | Richard Strauss                      | Arabella              | Arabella   | GöteborgsOperan       |
| Richard Strauss           | Ariadne auf Naxos                    | Ariadne               |            |                       |
| Richard Strauss           | Der Rosenkavalier                    | Marschallin           |            |                       |
| 2015                      | Richard Strauss                      | Elektra               | Elektra    | Vienna State Opera    |
| Richard Strauss           | Salome                               | Salome                |            |                       |
| Pyotr Ilyich Tchaikovsky  | Eugene Onegin                        | Tatjana               |            |                       |
| 2006                      | Giuseppe Verdi                       | Aida                  | Aida       | Zürich Opera          |
| Giuseppe Verdi            | La forza del destino                 | Leonora               |            |                       |
| Giuseppe Verdi            | Un ballo in maschera                 | Amelia                |            |                       |
| 1994                      | Richard Wagner                       | Das Rheingold         | Freia      | Bayreuth Festival     |
| Richard Wagner            | Der fliegende Holländer              | Senta                 |            |                       |
| Richard Wagner            | Die Meistersinger von Nürnberg       | Eva                   |            |                       |
| Richard Wagner            | Lohengrin                            | Elsa                  |            |                       |
| Richard Wagner            | Tannhäuser                           | Elisabeth             |            |                       |
| 2003                      | Richard Wagner                       | Tristan und Isolde    | Isolde     | Glyndebourne Festival |
| Richard Wagner            | Die Walküre                          | Sieglinde             |            |                       |
| 2008                      | Richard Wagner                       | Siegfried             | Brünnhilde | Vienna State Opera    |
| 2010                      | Richard Wagner                       | Die Walküre           | Brünnhilde | San Francisco Opera   |
| 2011                      | Richard Wagner                       | Götterdämmerung       | Brünnhilde | San Francisco Opera   |
| Carl Maria von Weber      | Der Freischütz                       | Agathe                |            |                       |
| Carl Maria von Weber      | Oberon                               | Rezia                 |            |                       |
| 2002                      | Alexander von Zemlinsky              | Der König Kandaules   | Nyssa      | Salzburg Festival     |

## Discografia
As gravações de Stemme incluem:
- Isolde in Richard Wagners Tristan und Isolde. (3 CD + 1 DVD). EMI 7243 5 58006 2 6
- Strauss, Richard, Vier letzte Lieder. The final scene from Capriccio. The final scene from Salome. EMI Classics 0946 3 78797 2 6
- Isolde in Wagner's Tristan und Isolde. Glyndebourne festival. Dir. Jiri Belohlavek. Opus Arte DVD OA 0988 D
- Leonore in Beethoven's Fidelio. Dir. Claudio Abbado. Salzburger Festspiele. Decca 478 2551 (box), (478 2552, 478 2553)
- The title role in Janáček's Jenůfa. Dir. Peter Schneider. Live from the Gran Teatre del Liceu, Barcelona, 2005. DVD. Naxos
- Senta in Wagner's Der fliegende Holländer. Dir. David Parry. Chandos 3119 (2 CD). (Opera in English)
- Mortelmans' concert aria Mignon (Kennst du das Land). Zsolt Hamar, conductor; Flemish Radio Orchestra. In Flanders' Fields, vol. 33. Phaedra 92033
- The title role in Verdi's Aida. Züricher Opernhauses. Dir. Ádám Fischer. DVD. BelAir Classics
- The First Plácido Domingo International Voice Competition - Gala Concert. Dir. Eugene Kohn. Sony classical 01-046691-10
- The Marschallin in Strauss Der Rosenkavalier. Chor des Züricher Opernhauses. Nina Stemme, Malin Hartelius m.fl. Zürich. Dir. Franz Welser-Möst. EMI. DVD
- Leonora in Verdi's La forza del destino. Chor und Orchestra der Wiener Staatsoper, dir. Zubin Mehta. Unitel classics (PROFIL 708108). DVD.
- Victoria and She/soprano in Ingvar Lidholm, A Dream Play (Swedish: Ett drömspel) : opera with prelude and two acts. With Håkan Hagegård. Caprice CAP 22029:1-2. (2 CD)
- Isolde in Wagner's Tristan und Isolde. Rundfunk-Sinfonieorchester Berlin, live 2012-03-27. Dir. Marek Janowski. PentatoneClassics PTC 5186404.
- Elisabeth in Wagner's Tannhäuser. Dir. Marek Janowski. PentatoneClassics PTC 5186405
- Minnie in Puccini's La fanciulla del West. DVD. Dir. Pier Giorgio Morandi. Royal Opera Stockholm. Euroarts Unitel Classica
- Brünnhilde in Wagner's Die Walküre. Jonas Kaufmann, Anja Kampe, René Pape. Mariinsky Orchestra, dir. Valery Gergiev. MARO527
- Sieglinde in Wagner's Die Walküre. Dir. Franz Welser-Möst. Wiener Staatsoper 2 December 2007. Orfeo C875 131B
- Wagner's Wesendonck Lieder. Swedish Chamber Orchestra. Dir. Thomas Dausgaard. BIS 2022
- Wagner's Wesendonck Lieder; Nystroem's Songs by the sea; De Boeck's Seven French songs. Jozef De Beenhouwer, piano. In Flanders' Fields, vol. 40. Phaedra 92040
- Wagner's Wesendonck Lieder. Salzburg Festival, dir Mariss Jansons. DVD Euroarts.